# Take It to the Limit (Hinder)
Take It to the Limit è il secondo album in studio della rock band Hinder. Il disco è stato in fase di lavorazione da gennaio 2008 per poi uscire il 4 novembre 2008. L'album è stato registrato da Jay Van Poederooyen e prodotto da Brian Howes presso i Van Howes Studios di Vancouver, BC, Canada. Il disco è stato mixato da Chris Lord-Alge presso Mix LA a Tarzana, California, USA. Ha un'influenza glam metal più forte rispetto all'album precedente, mentre permangono gli elementi alternative rock e post-grunge marchio di fabbrica della band. Questo album è stato certificato disco d'oro dalla RIAA US.

## Uscita
Il primo singolo Use Me è uscito nelle radio il 7 luglio 2008, e in digital download il 15 luglio 2008. "Heaven Sent" era già suonata ai concerti degli Hinder fin dal 2007: tuttavia originariamente la canzone si chiamava "Heaven Lost You".
Il secondo singolo, ""Without You" è uscito nelle radio pop il 23 settembre 2008.
Il singolo Use Me è anche il primo singolo della band ad essere disponibile come contenuto scaricabile per i videogiochi Rock Band 2 e Guitar Hero World Tour, rispettivamente dal 4 novembre e 23 dicembre 2008.
Gli Hinder sono stati nominati "Artist of the Month" da Xbox Live nel mese di novembre, permettendo agli utenti Gold di scaricare gratis una versione in 480p del video di Use Me. "Up All Night" è stato pubblicato come terzo singolo nel gennaio 2009, mentre "The Best is Yet to Come" è stato pubblicato come quarto singolo nel luglio 2009.

## Accoglienza
Anche se le reazioni della critica riguardo al disco sono state molto divergenti, l'album è stato accolto meglio rispetto al disco di debutto, ricevendo un punteggio di 49/100 su Metacritic. Christian Hoard di Rolling Stone ha dato una breve recensione considerando il frontman Austin Winkler come "un cattivo rappresentante per tipi sensibili". In una recensione peggiore, Stephen Thomas Erlewine di All Music Guide dà all'album un voto di 1.5 su 5 e descrive la band come "l'abbracciare avido di qualsiasi stupido cliché di un rock sciatto che sia mai uscito dalla Sunset Strip nel 1988". Egli nota anche come, dimostrando la "fastidiosa mancanza di immaginazione" degli Hinder, molte canzoni famose abbiano prestato il titolo ad alcuni pezzi dell'album.
Entertainment Weekly diede un meno severo C+ ma echeggiando molti dei commenti dati in precedenza circa scarsità di originalità e stili contrastanti, tra alternative rock e ballate. Chris Willman ha spiegato, "Se siete mai stati giovani e innamorati, istupiditi dal bere, e nella vostra testa giravano non solo vino scadente, ma anche Def Leppard, Bon Jovi e AC/DC (tanto per citare alcune delle influenze più palesemente rappresentative di questi ragazzi), potreste essere disposti a perdonare agli Hinder la loro carenza di originalità". Egli riassunse dicendo che "Se solo la sferzata provocata da loro fosse il risultato di un vero scuotimento di testa, e non dal cercare di seguire l'indecisione degli Hinder tra una canzone e l'altra se essere stalloni o pappemolle".
In una recensione più positiva Hard Rock Hideout ha dato un punteggio di 4.5 stelle su 5, affermando che "Take It to the Limit è un disco più forte dall'inizio alla fine rispetto al precedente" e che "gli Hinder sono una delle band che guidano la rinascita del rock-n-roll genuino e Take It to the Limit farà molta strada a favore della causa".
Molti hanno criticato l'originalità dell'album, dicendo che molti temi trattati nei testi erano simili ad alcuni dischi di snap music rap (specialmente l'album On Top of Our Game dei Dem Franchize Boyz), e che il sound ricordasse molte band glam metal degli anni '80.

## Tracce
1. Use Me – 3:49
2. Loaded and Alone – 4:06
3. Last Kiss Goodbye – 3:48
4. Up All Night – 3:33
5. Without You (feat. Mick Mars) – 3:52
6. Take It to the Limit – 3:11
7. The Best Is Yet to Come – 3:22
8. Heaven Sent – 3:41
9. Thing for You – 3:59
10. Lost in the Sun – 3:52
11. Far from Home – 4:03

Tracce bonus dell'edizione Best Buy
1. Heaven Sent (Live) – 3:42
2. Loaded and Alone (Acoustic) – 3:34
3. Lost in the Sun (Live) – 3:46
4. The Best is Yet to Come (Acoustic) – 3:21
5. Without You (Acoustic) – 3:52
6. Use Me (Live) – 4:30

Tracce bonus dell'edizione Wal-Mart
1. Thunderstruck (cover degli AC/DC) – 4:52
2. Live for Today – 2:56
3. Running in the Rain – 3:35 – canzone scartata da Extreme Behavior

Tracce bonus dell'edizione iTunes USA
1. Heartless – 3:38
2. One Night Stand – 3:14

Tracce bonus dell'edizione iTunes UK
1. Heartless – 3:38
2. Thunderstruck (cover degli AC/DC) – 4:52

Tracce bonus dell'edizione giapponese
1. One Night Stand – 3:14
2. Running In The Rain – 3:35 – canzone scartata da Extreme Behavior

## Formazione
- Austin Winkler - voce
- Joe "Blower" Garvey - chitarra
- Mark King - chitarra
- Mike Rodden - basso
- Cody Hanson - batteria